# Siremata
Genre
Siremata est un genre d'araignées mygalomorphes de la famille des Dipluridae.

## Distribution
Les espèces de ce genre sont endémiques du Brésil.

## Liste des espèces
Selon World Spider Catalog (version 19.5, 30/08/2018) :
- Siremata juruti Passanha & Brescovit, 2018
- Siremata lucasae Passanha & Brescovit, 2018
- Siremata valteri Passanha & Brescovit, 2018

## Publication originale
- Passanha & Brescovit, 2018 : On the Neotropical spider subfamily Masteriinae (Araneae, Dipluridae). Zootaxa, no 4463(1), p. 1-73.